# Enigmavariationerna

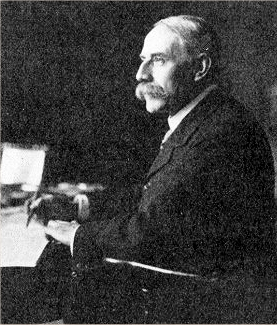
Edward Elgar

Enigmavariationerna, variationer över eget tema för orkester (Variations on an Original Theme), op. 36, är ett orkesterstycke av Edward Elgar. I partituret står det: Tillägnad mina vänner, som jag härmed ger en musikalisk karakteristik av. Påbörjad den 5 februari, färdig den 19 samma månad 1899.
Det var med detta variationsverk som Elgar vann sin första publikseger. Vid varje variation satte Elgar ut initialer eller andra signaturer, som skulle ange namnet på den person variationen avsåg att karakterisera. Både åhörare och kompositörer gjorde allt vad de kunde för att lösa dessa gåtor, men Elgar uttalade:
... det är en personlig sak och behöver inte alls en gång nämnas offentligt. Variationerna är helt enkelt ett stycke musik. Jag vill inte förklara "gåtan" - dess dunkla mening skall inte bli gissad.
Först efter Elgars död talade en av hans vänner om vilket namn var enskild variation var knuten till. Till vännen hade Elgar sagt:
En kväll efter en lång och tröttande arbetsdag tände jag en cigarr och satte mig vid pianot för att improvisera så smått. Ett tema kom för mig. Min fru frågade med begeistring i tonfallet: "Var är det" - "Ingenting" sa jag, "men det kanske kan bli något av det... Powell skulle ha gjort så här" - jag spelade variation nr 2 - "och Nevinson skulle ha sett på detta så här" (variation 12). Jag spelade variation nr 4 och frågade min fru: "Vem påminner detta om?" - "Jag kan inte exakt säga det, men på det sätter går W. M. B. ut ur ett rum. Nu komponerar du något, som jag aldrig tror har gjorts tidigare."
Temats "gåta" är de enda som ännu inte är klargjort. Det hävdas emellertid att Elgar skall ha sagt att själva temat egentligen är kontrapunkten till "en mycket känd melodi". Men vilken melodi han menade har man ännu inte upptäckt.
Variationerna är:
- Nr 1: C.A.E. (Caroline Alice Elgar), som ger en karakteristik av kompositörens hustru.
- Nr 2: H.D.S.P. (Hew David Steuart-Powell) var en känd amatörpianist, som med förkärlek ägnade sig åt kammarmusik.
- Nr 3: R.B.T. (Richard Baxter Townshend). Här karakteriseras en gammal man i ett amatörskådespel. Den mörka stämman, som tillfälligtvis får "soprantimbre" framställs humoristiskt i oboen.
- Nr 4: W.M.B. (William Meath Baker) var en förnäm godsägare och vetenskapsman. I distraktion lämnar han alltid ett rum med en extra smäll i dörren.
- Nr 5: R.P.A. (Richard Penrose Arnold) var son till poeten Matthew Arnold och var ivrig amatörpianist. En högt begåvad man, vars allvarliga anmärkningar ofta avbryts av skämtsamma och kvicka infall.
- Nr 6: Ysobel (Isabel Fitton). En dam från Malvern (Elgars hemort), som spelade viola. Variationens inledande takter illustrerar hur svårt det är för en nybörjare att föra stråken från en sträng till en annan.
- Nr 7: Troyte (Arthur Troyte Griffith) var en känd arkitekt i Malvern. Den säregna rytmen skall karakterisera Griffiths försök att spela piano. Elgar söker hjälpa honom tillrätta, men förgäves.
- Nr 8: W.N. (Winifred Norbury). En interiörbild av ett hem på 1800-talet. Man är i damsällskap och det lilla betecknande skrattet tillhör W.N.
- Nr 9: Nimrod (August Jaeger). Berättelsen om vännen, som en härlig sommarkväll håller ett elegant föredrag om de långsamma satserna i Beethovens kompositioner. De inledande takterna syftar på Pathétiquesonaten.
- Nr 10: Dorabella (Dora Penn). Intermezzo. Pseudonymen är hämtad från Mozarts opera Così fan tutte. Satsen har danskaraktär.
- Nr 11: G.R.S.(George Robertson Sinclair). Han hade tagit doktorsgraden i musik och var organist i katedralen i Hereford. Den musikaliska karakteristiken beskriver Sinclair och hans hund Dan, som har hoppat i vattnet och försöker komma upp igen.
- Nr 12: B.G.N. (Basil George Newton). Denne var en utmärkt cellist och medlem av Elgars kammarmusikensemble. En allvarlig och uppskattad vän.
- Nr 13: L.M.L. (Lady Mary Lygon) åsyftar en dam, som var på resa till Australien, då kompositionen skrevs. Rytmen i trummorna anger slagen i maskinen på båten och klarinetten spelar ett tema ut Felix Mendelssohns ouvertyr Meeresstille und glückliche Fahrt.
- Nr 14: E.D.U. (Elgar själv, "Edu" var hustruns smeknamn på honom). Här skildrar Elgar sin egen sinnesstämning under den svåra tid då han kämpade för att vinna erkännande som komponist.